# Dukkha
Dukkha (pálí), duḥkha (दुःख - sanskrt) se skládá ze dvou slov, duḥ = obtíž, nesnáz + kha = snést, vydržet, zvládnout. Tedy překlad může být strast, nepříjemnost, neuspokojivost, neklid ve významu nepohodlí, frustrace a nesouladu se skutečností.
Do češtiny bývá výraz dukkha nejčastěji překládán jako „utrpení“, což však bývá kritizováno jako zavádějící, protože v buddhistickém pojetí jsou dukkha i příjemné zkušenosti. Jako vhodnější překlady jsou navrhovány „neuspokojivost“ nebo „náchylnost k utrpení“. Obdobný překladový problém existuje také v jiných evropských jazycích.
Jedná se o jeden z ústředních pojmů buddhismu tvořící základní kámen čtyř ušlechtilých pravd (arija sačča). Dukkha je také jednou ze tří základních charakteristik veškeré existence, zbylé dvě jsou pomíjivost (aničča) a ne-já (anattá). Nevztahuje se pouze na nirvánu, která jako jediná nepomíjí.
Podle Buddhova učení zrození (džáti) je strastné, tak i stáří a rozklad (džará), nemoc (vjádhi), smrt (marana), odloučení od milovaného a nezískání toho, po čem toužíme. Zkrátka, pět složek (khand) ulpívání je strastných.
Smyslová vnímání nás ovlivňují natolik, že věříme v existenci „JÁ“ (viz anattá). Čím víc ulpíváme na této iluzi, tím větší nakonec bude naše utrpení.
Ulpívání na smyslových objektech a neznalost nebo nevědomost (avidždžá) ohledně jejich nestálosti (aničča) tvoří základ příčiny strasti (dukha), která se manifestuje jako žádostivost (tanhá).
Buddhismus nepopírá existenci šťastných okamžiků v lidském životě, ale tvrdí, že vzhledem k jejich pomíjivosti i ony vedou ke strasti a jsou proto neuspokojivé. Na obviňování z pesimismu odpovídají buddhisté tím, že tento poznatek je ve skutečnosti osvobozující. Pokud je doopravdy vše pomíjivé a neuspokojivé, znamená to, že není třeba na ničem lpět a po ničem toužit a je možné se od všech těchto věcí odpoutat a věnovat se dosažení nirvány.
Rozlišují se tři typy strasti (dukkha):
1. Utrpení mysli a těla v běžném slova smyslu, tedy bolest, nepohodlí atd.
2. Útisk složek (khand) následkem neustálého vznikání a zanikání chvilkového okamžiku existence.
3. Strastiplnost zapříčiněná změnou, nebo pomíjivostí.

(pozn.: pojmy jsou uváděny v pálí, není-li uvedeno jinak)